# Paralithomerus exquisitus
Paralithomerus exquisitus is een keversoort uit de familie kniptorren (Elateridae). De wetenschappelijke naam van de soort is voor het eerst geldig gepubliceerd in 2008 door Chang, Zhang & Ren.